# モハマド・ハムザニ・オマール
モハマド・ハムザニ・オマール（マレー語: Mohd Hamzani Omar、1978年9月30日 - ）は、マレーシアのサッカー選手。元マレーシア代表。ポジションはDF。

## 代表歴
2007年7月24日のスリランカ代表戦で代表初出場を果たした。その後、AFCアジアカップ2007の際にも代表に選ばれたもののイラン代表戦の1試合に出場したのみであった。